# Deutsche Leichtathletik-Meisterschaften 1898
Die 1. Deutschen Leichtathletik-Meisterschaften wurden 1898 in Hamburg in drei Disziplinen zu zwei unterschiedlichen Terminen ausgetragen. Darüber hinaus fand am 3. Juli in Leipzig zum zweiten Mal nach 1897 auch ein Marathonlauf über 40 km statt, der jedoch – bis 1924 – offiziell nicht zu den Meisterschaftswettbewerben gehörte, sondern als „Deutscher Marathonlauf“ unabhängig davon durchgeführt wurde.

## Zeitplan und Austragungsorte
| Datum         | Disziplin       | Ort                                                                   |
| ------------- | --------------- | --------------------------------------------------------------------- |
| 4. September  | 100 m           | Hamburg-Winterhude, Mühlenkamp, (Rennbahn am Mühlenkamp)              |
| 25. September | 200 m           | Hamburg-Harvestehude, Hallerstraße, (Eisbahn-Verein vor dem Dammthor) |
| 25. September | 1500 m          | Hamburg, Hallerstraße, (Eisbahn-Verein vor dem Dammthor)              |
| 3. Juli       | Marathon, 40 km | Leipzig                                                               |

## Medaillengewinner
| Disziplin         | Gold                                   | Leistung   | Silber                                     | Leistung   | Bronze                            | Leistung            |
| ----------------- | -------------------------------------- | ---------- | ------------------------------------------ | ---------- | --------------------------------- | ------------------- |
| 100 m00           | Paul Fischer (FC Altona 93)            | 12,2 s0    | F. Heilbutt (SC Konkurrent Hamburg)        | 12,4 s0    | Carl Hesse (Hamburger FC 1888)    | 12,4 s0             |
| 200 m00           | Paul Fischer (FC Altona 93)            | 23,0 s0    | Carl Hesse (Hamburger FC 1888)             | 23,4 s0    | nur zwei Teilnehmer               | nur zwei Teilnehmer |
| 1500 m00          | Franz Duhne (SC Germania Hamburg)      | 4:26,2 min | Theodor Kröger (FC Alemannia 1896 Hamburg) | 4:28,2 min | W. Salder (Hannover)              |                     |
| Marathon, 40 km00 | Arthur Techtow (Arminia-Urania Berlin) | 3:19:50 h  | Werner (Leipziger BC 1893)                 | 3:31:23 h  | Naumann (BV Olympia 1896 Leipzig) | 3:40:23 h           |